# Rok Sirk
Rok Sirk (ur. 10 września 1993) – słoweński piłkarz występujący na pozycji napastnika.

## Kariera klubowa
Grę w piłkę nożną rozpoczął w klubie NK Dravograd. W 2008 roku przeniósł się do NK Maribor. Na przełomie lutego i marca 2010 roku odbył testy w akademii Birmingham City FC (Premier League). W kwietniu 2011 roku w meczu reprezentacji Słowenii U-19 doznał zerwania więzadła krzyżowego przedniego. Po niespełna rocznej rekonwalescencji uraz odnowił się, co skutkowało kolejną absencją na okres jednego roku. Po wyleczeniu kontuzji w sezonie 2013/14 występował na wypożyczeniu w NK Malečnik (3. SNL), gdzie zanotował 18 występów i zdobył 3 bramki. Po powrocie do NK Maribor 3 maja 2014 zaliczył jedyny występ w 1. SNL w wygranym 2:0 meczu przeciwko NK Olimpija Lublana, w którym wszedł na boisko w 87. minucie za Lukę Zahovicia. Oficjalnie figuruje dzięki temu jako zdobywca mistrzostwa Słowenii za sezon 2013/14. W latach 2014–2017 grał na poziomie 3. SNL w rezerwowym zespole NK Maribor.
Latem 2017 roku odszedł do NŠ Mura. W sezonie 2017/18 zdobył w 29 występach 15 goli i uzyskał awans do słoweńskiej ekstraklasy. W sezonie 2018/19 strzelił w 33 spotkaniach 15 bramek i zajął ze swoim zespołem 4. lokatę w tabeli, premiowaną grą w kwalifikacjach Ligi Europy 2019/20. W czerwcu 2019 roku został kupiony przez Zagłębie Lubin prowadzone przez Bena van Daela, z którym podpisał trzyletnią umowę. 26 lipca 2019 zadebiutował w Ekstraklasie w przegranym 0:1 wyjazdowym meczu z Górnikiem Zabrze.

## Kariera reprezentacyjna
W latach 2008–2011 występował w juniorskich reprezentacjach Słowenii w kategorii U-15, U-16, U-18 oraz U-19. W styczniu 2019 zanotował występ w reprezentacji Słowenii B w meczu przeciwko Chinom U-25 (2:2) w Marbelli.

## Sukcesy
NK Maribor
- mistrzostwo Słowenii: 2013/14